# Ebba Lamprecht
Ebba Lamprecht (* 17. März 1963 in Braunschweig) ist eine deutsche Architektin im Büro Hilmes Lamprecht Architekten in Bremen.

## Biografie
Nach dem Abitur an der Gaußschule absolvierte Lamprecht eine Lehre als Bauzeichnerin in Braunschweig. Sie studierte von 1984 bis 1988 Architektur an der Fachhochschule Hannover. Danach zog sie nach Bremen und wirkte als Architektin bis 1995 zunächst in den Architektenbüros von Kurt Schmidt und dann von Gert Schulze. Zusammen mit ihrem Mann Hans-Jürgen Hilmes plante sie danach im selbstständigen Büro in Bremen eine Reihe bedeutsamer Bauten, u. a. Speicher I, den Landmark-Tower und Bömers Spitze in der Überseestadt sowie das Forum im Tabakquartier Bremen. Bei verschiedenen Architekten-Wettbewerben konnten sie Preise gewinnen. Sie realisierten viele Bauten für die Justus Grosse Projektentwicklung GmbH.
Lamprecht ist Mitglied im Bund Deutscher Architekten (BDA).

## Werke

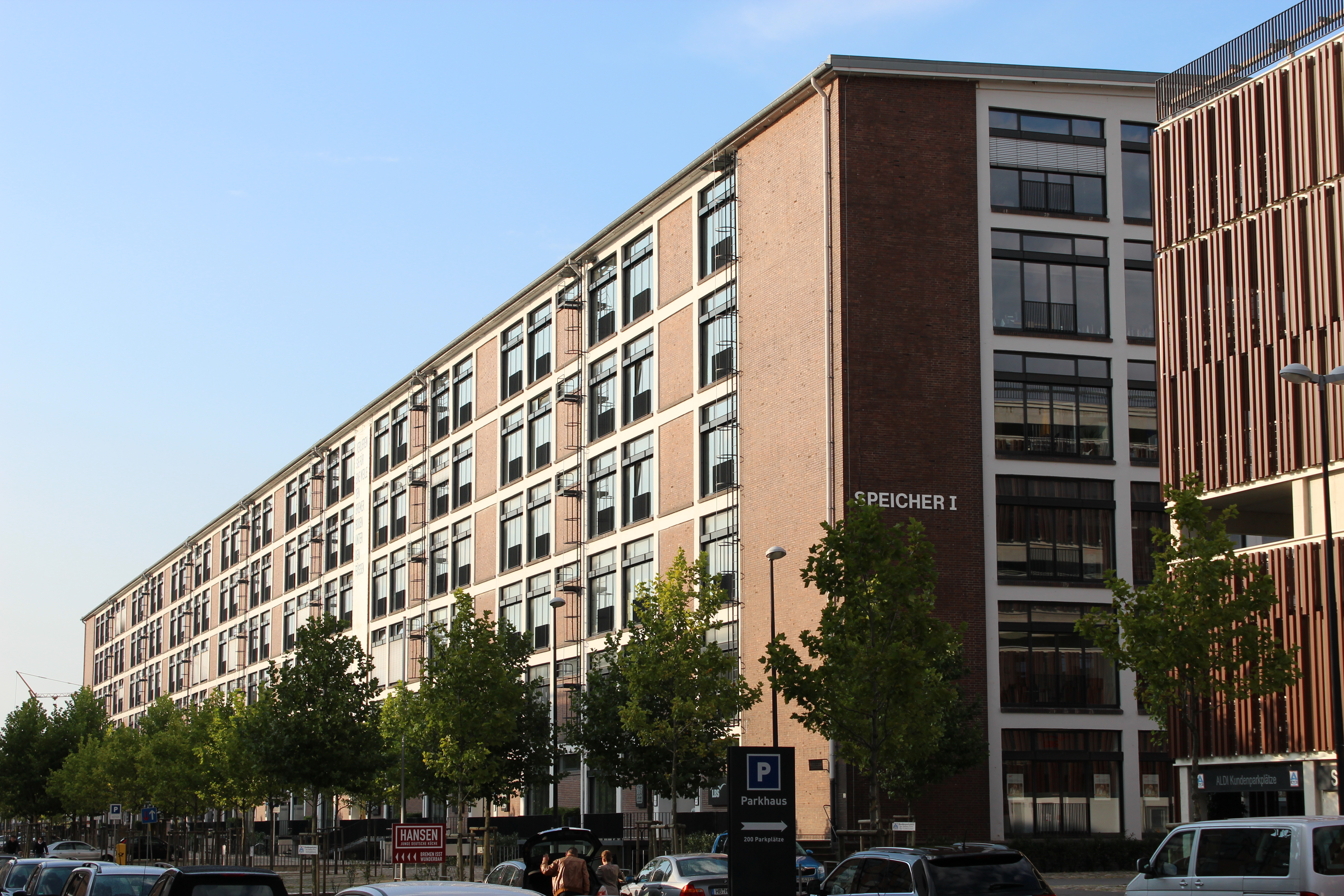
Speicher I

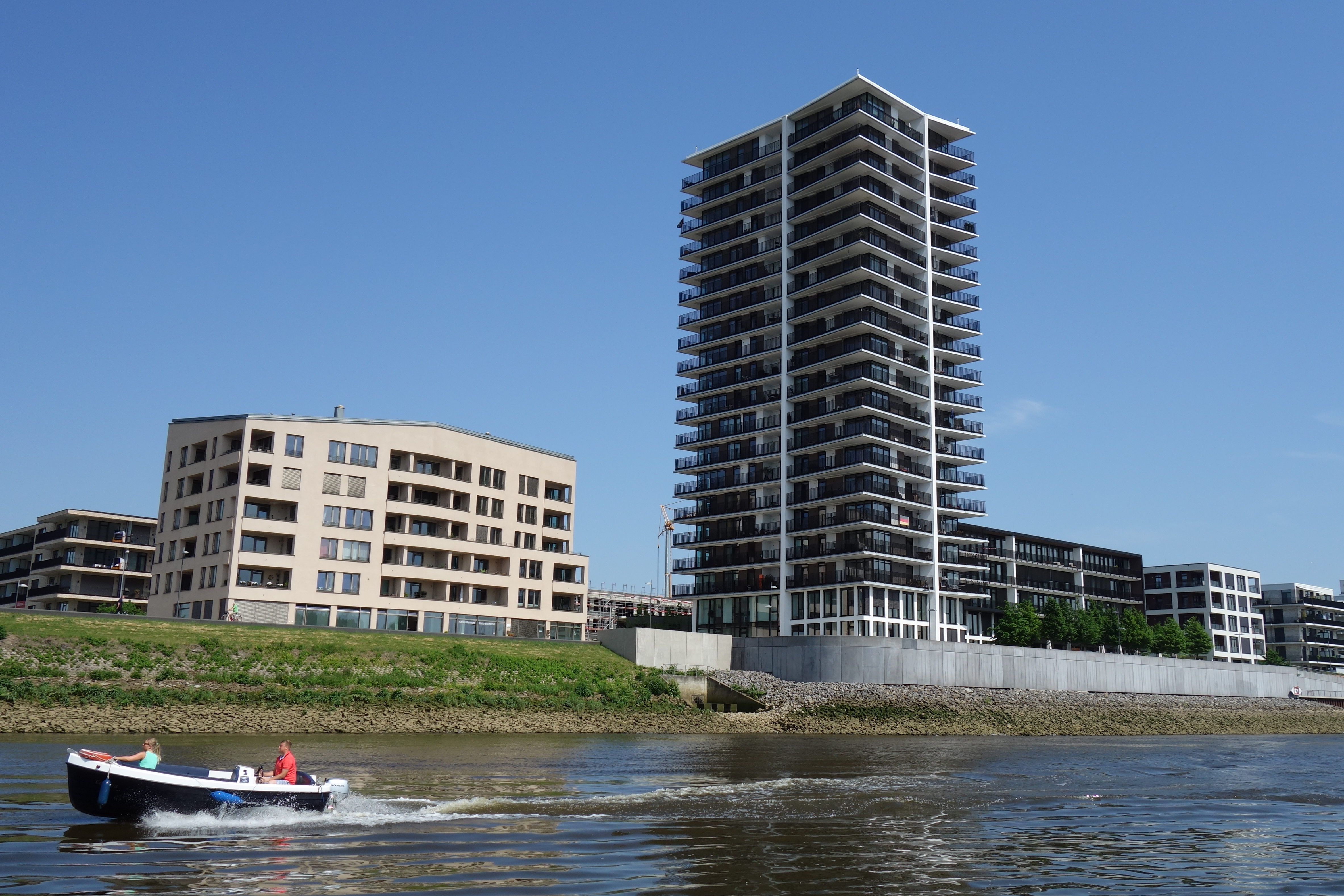
Landmark-Tower

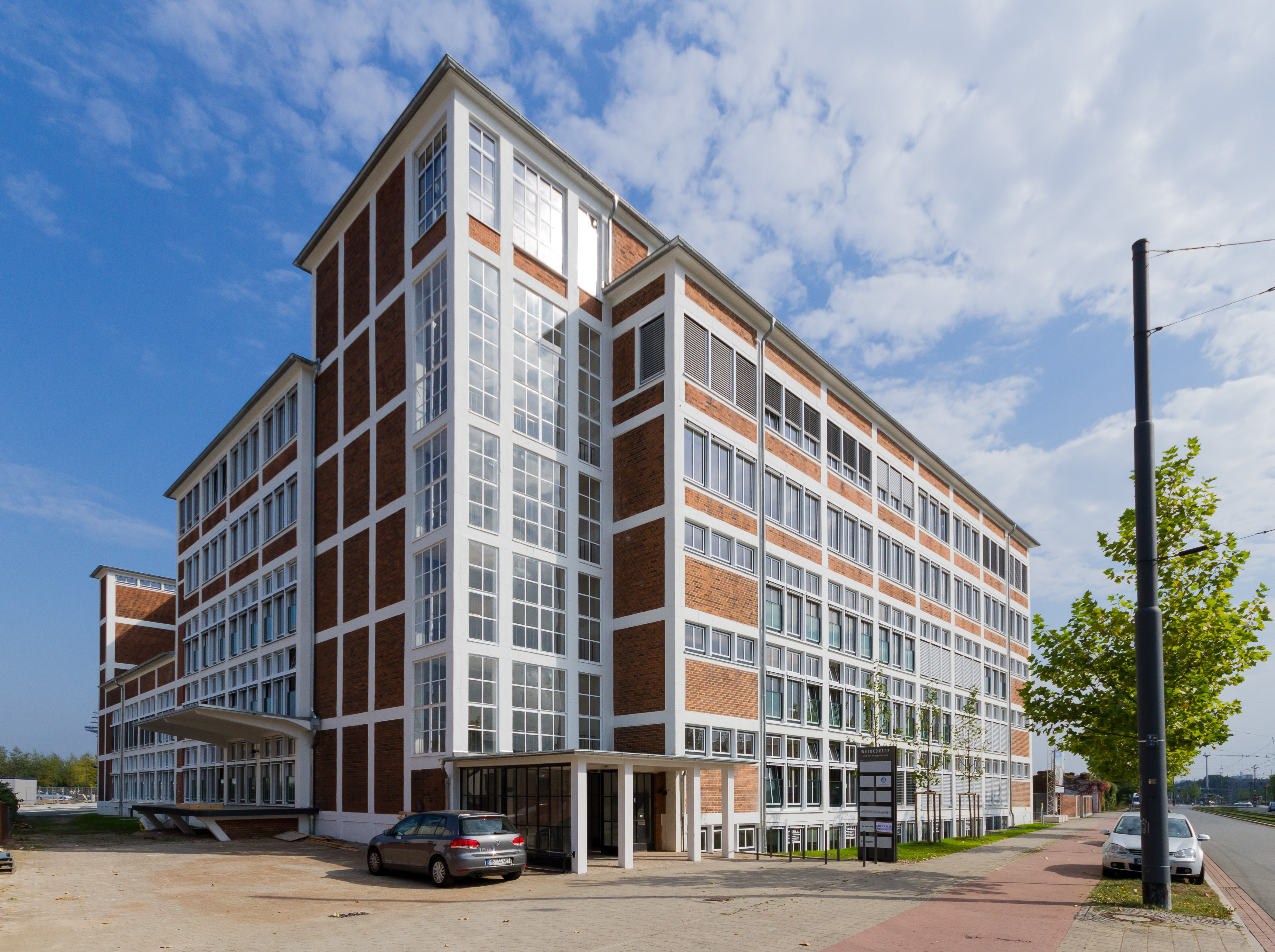
Umbau Weinkontor

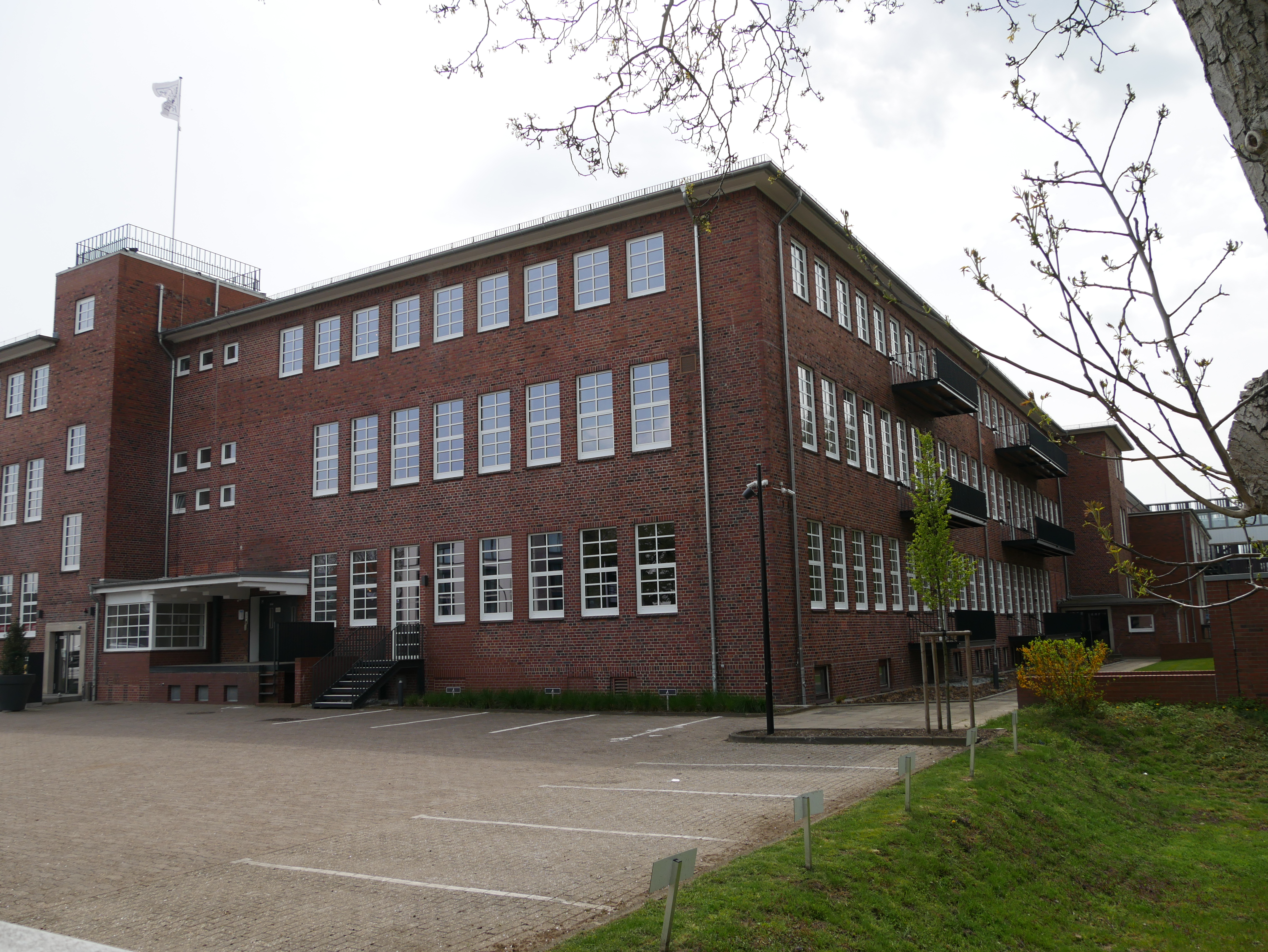
Forum im Tabakquartier

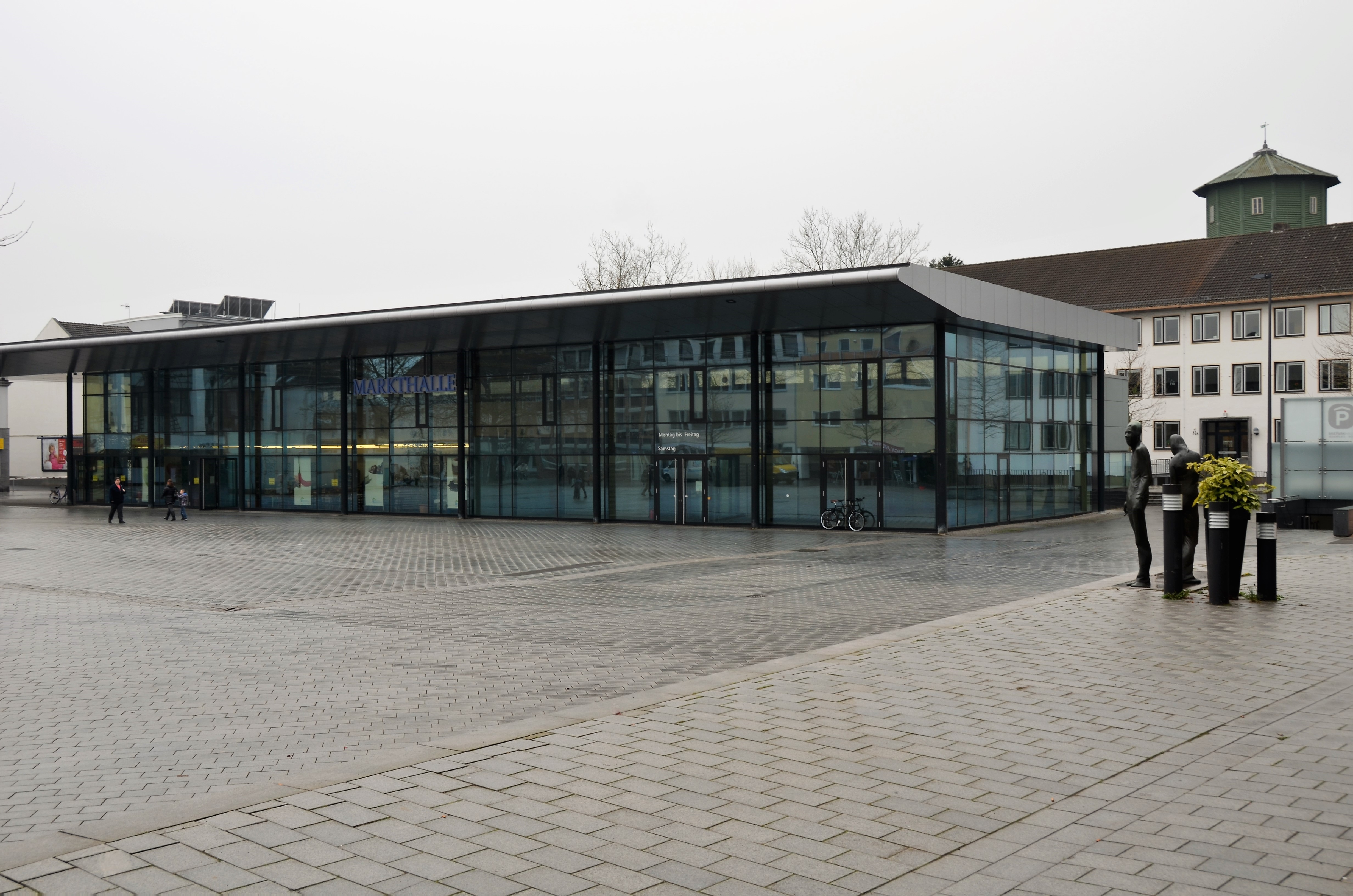
Vegesacker Markthalle

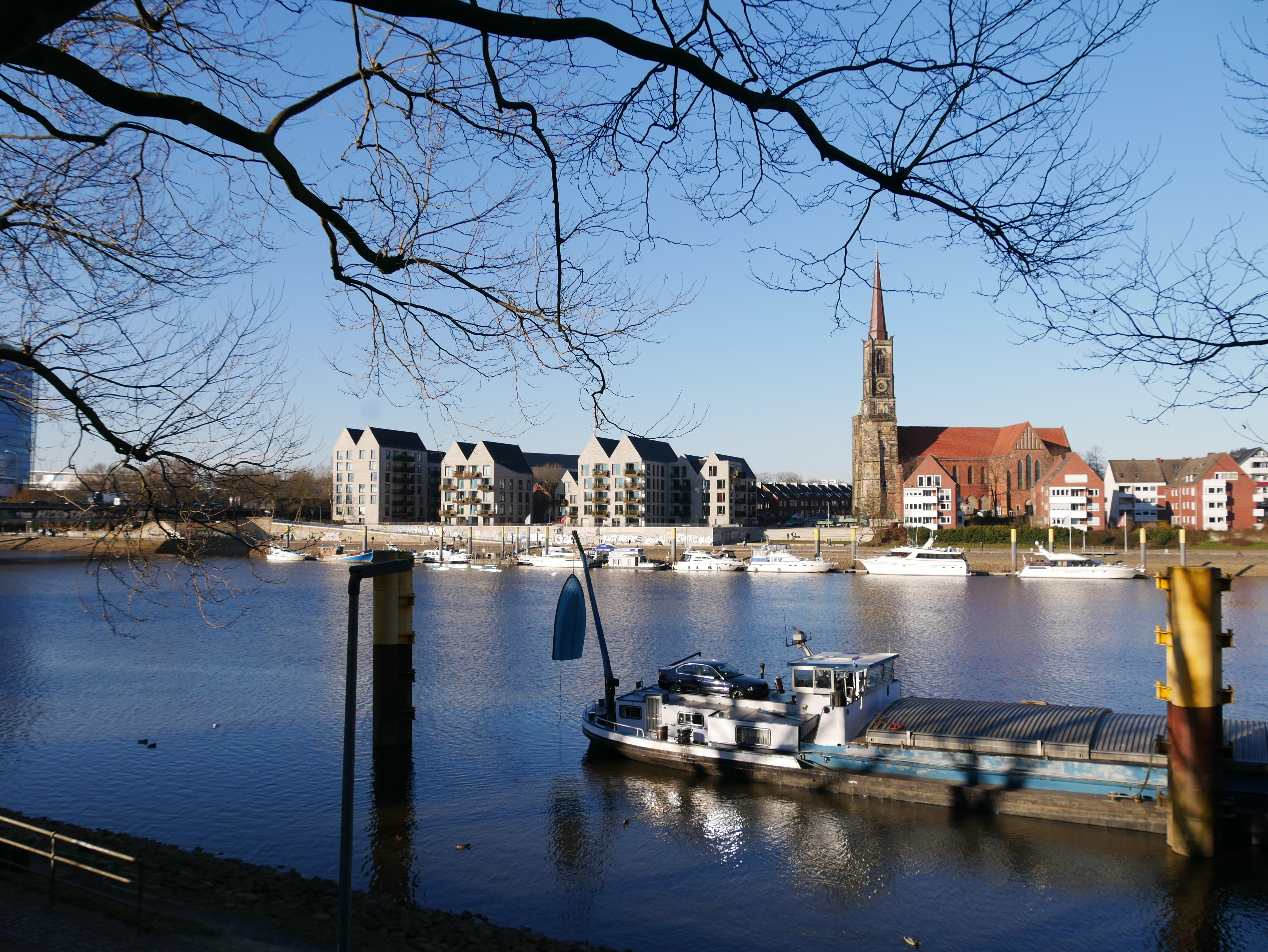
2018: Wohnen vor Stephani

Werke in Bremen zusammen mit Hans-Jürgen Hilmes:
- 1997: Wohnheim Kaisen-Stift in Borgfeld für den Unternehmer Klaus Hübotter, BDA-Preis Bremen 1998
- 2006: Umbau Speicher 1 in der Überseestadt, Konsul-Smidt-Straße 8, für Geschäfte, Büros, Lofts und eine Gaststätte, BDA-Anerkennung 2006. Der Architekturführer Bremen schrieb dazu: „Die überraschend schnelle Neunutzung des kompletten Speicher I war ein wichtiger Impuls zur Entwicklung der Überseestadt.“[3]
- 2006: Hochschule für Künste in der Dechanatstraße, Fachbereich Musik, Umbau und Erweiterung, Anerkennung beim BDA-Preis Bremen 2006
- 2007: Umbau Schuppen 2 für Gewerbe und Dienstleister in der Überseestadt, Hoerneckestraße 23
- 2007: Markthalle auf dem Sedanplatz in Vegesack
- 2009: Port I bis III mit Bürohaus Newport (III) in der Überseestadt, Am Weser-Terminal
- 2009: Büro- und Geschäftshaus Portland in der Überseestadt, Konsul-Smidt-Straße
- 2010: Landmark-Tower mit 18 Wohnetagen in der Überseestadt, Konsul-Smidt-Straße 90
- 2010: Pflegezentrum Marcusallee in Horn-Lehe, Umbau der Wohnanlage von Skidmore, Owings und Merril[4]
- 2013: Wohnanlage Stadtwerder in der Neustadt, Oberländer Hafen
- 2013: Wohn- und Geschäftshaus in Vegesack, Gerhard-Rohlfs-Straße 67
- 2013: Wohnhaus mit Service in U-Form, Arberger Straße Nr. 8, Ecke Hemelinger Straße
- 2015: Umbau Weinkontor in der Überseestadt, Auf der Muggenburg 7
- 2015: Wohnbauten Marcuskaje in der Überseestadt
- 2016: Wohnbauten Stadtterrassen in Bremen-Mitte, Abbentorswallstraße 48/52
- 2016: Wohn- und Geschäftshaus in der Neustadt, Buntentorsteinweg 171 (Rewe-Gelände)
- 2017: Drei Wohnhäuser in Lesum, Schneiderstraße 8, Bremer Wohnbaupreis 2018
- 2017: Wohnquartier Findorffer Torhaus, Hemmstraße / Innsbrucker Straße
- 2018: Wohnhaus Rive in der Überseestadt, Konsul-Smidt-Straße 72
- 2018: Wohnen vor Stephani an der Weser im Stephaniviertel
- 2019: Wohnhausquartier Hafenpassage in der Überseestadt, Konsul-Smidt-Straße 33/39
- 2020: Quartiersgarage in der Überseestadt, Modernisierung
- 2020: Bürogebäude Bömers Spitze in der Überseestadt, Auf der Muggenburg
- 2021: Forum für Büros und Gewerbe im Tabakquartier Bremen in Woltmershausen, Senator-Apelt-Straße
- 2022: Wohnen im Park in Lesum, An Woldes Wiese
- 2024: Bürohaus der DMK Zentrale Bremen-Neustadt in der Airportstadt

Werke in Bremerhaven:
- Wohngebäude weserseitig am Neuen Hafen